# Stefanaconi
Stefanaconi är en ort och kommun i provinsen Vibo Valentia i regionen Kalabrien i Italien. Kommunen hade 2 412 invånare (2017).